# Poilly-sur-Serein
Poilly-sur-Serein è un comune francese di 286 abitanti situato nel dipartimento della Yonne nella regione della Borgogna-Franca Contea.

## Società

### Evoluzione demografica
Abitanti censiti